# Hockey sobre hielo en los Juegos Olímpicos de Pekín 2022
El torneo de hockey sobre hielo en los Juegos Olímpicos de Pekín 2022 se realizó en dos instalaciones: el Estadio Cubierto Nacional y el Centro de Deportes Wukesong de Pekín del 3 al 20 de febrero de 2022.
En total se disputaron en este deporte dos pruebas diferentes, el torneo masculino y el femenino.

## Calendario
| FG | Fase de grupos | CC | Clasif. a cuartos | ¼ | Cuartos de final | ½ | Semifinales | B | Tercer lugar | F | Final |

| Febrero de 2022 | 03 Jue | 04 Vie | 05 Sáb | 06 Dom | 07 Lun | 08 Mar | 09 Mié | 10 Jue | 11 Vie | 12 Sáb | 13 Dom | 14 Lun | 15 Mar | 16 Mié | 17 Jue | 18 Vie | 19 Sáb | 20 Dom |
| --------------- | ------ | ------ | ------ | ------ | ------ | ------ | ------ | ------ | ------ | ------ | ------ | ------ | ------ | ------ | ------ | ------ | ------ | ------ |
| Masculino       | —      | —      | —      | —      | —      | —      | FG     | FG     | FG     | FG     | FG     | —      | CC     | ¼      | —      | ½      | B      | F      |
| Femenino        | FG     | FG     | FG     | FG     | FG     | FG     | —      | —      | ¼      | ¼      | —      | ½      | —      | B      | F      | —      | —      | —      |

## Palmarés
| Evento                      | Oro | Plata | Bronce |
| --------------------------- | --- | --- | --- |
| Masculino (9-20 de febrero) | Finlandia · Miro Aaltonen · Marko Anttila · Hannes Björninen · Valtteri Filppula · Niklas Friman · Markus Granlund · Teemu Hartikainen · Juuso Hietanen · Valtteri Kemiläinen · Leo Komarov · Mikko Lehtonen · Petteri Lindbohm · Saku Mäenalanen · Sakari Manninen · Joonas Nättinen · Atte Ohtamaa · Niko Ojamäki · Juho Olkinuora · Iiro Pakarinen · Harri Pesonen · Ville Pokka · Toni Rajala · Harri Säteri · Frans Tuohimaa · Sami Vatanen | ROC · Serguei Andronov · Timur Bilialov · Andrei Chibisov · Ivan Fedotov · Stanislav Galiyev · Mijail Grigorenko · Arseni Gritsiuk · Nikita Gusev · Pavel Karnaujov · Artur Kayumov · Artiom Minulin · Nikita Nesterov · Alexandr Nikishin · Serguei Plotnikov · Alexandr Samonov · Kiril Semionov · Damir Sharipzianov · Vadim Shipachov · Anton Slepyshev · Serguei Teleguin · Vladimir Tkachov · Dmitri Voronkov · Slava Voinov · Yegor Yakovlev · Alexandr Yelesin | Eslovaquia · Michal Čajkovský · Peter Cehlárik · Peter Čerešňák · Marek Ďaloga · Marko Daňo · Martin Gernát · Mário Grman · Marek Hrivík · Adrián Holešinský · Libor Hudáček · Tomáš Jurčo · Miloš Kelemen · Samuel Kňažko · Branislav Konrád · Michal Krištof · Martin Marinčin · Šimon Nemec · Kristián Pospíšil · Pavol Regenda · Miloš Roman · Patrik Rybár · Juraj Slafkovský · Samuel Takáč · Matej Tomek · Peter Zuzin |
| Femenino (3-17 de febrero)  | Canadá · Erin Ambrose · Ashton Bell · Kristen Campbell · Emily Clark · Mélodie Daoust · Ann-Renée Desbiens · Renata Fast · Sarah Fillier · Brianne Jenner · Rebecca Johnston · Jocelyne Larocque · Emma Maltais · Emerance Maschmeyer · Sarah Nurse · Marie-Philip Poulin · Jamie Lee Rattray · Jill Saulnier · Ella Shelton · Natalie Spooner · Laura Stacey · Claire Thompson · Blayre Turnbull · Micah Zandee-Hart                            | Estados Unidos · Cayla Barnes · Megan Bozek · Hannah Brandt · Dani Cameranesi · Alexandra Carpenter · Alex Cavallini · Jesse Compher · Kendall Coyne Schofield · Brianna Decker · Jincy Dunne · Savannah Harmon · Caroline Harvey · Nicole Hensley · Megan Keller · Amanda Kessel · Hilary Knight · Abbey Murphy · Kelly Pannek · Maddie Rooney · Abby Roque · Hayley Scamurra · Lee Stecklein · Grace Zumwinkle                                                       | Finlandia · Sanni Hakala · Jenni Hiirikoski · Elisa Holopainen · Sini Karjalainen · Michelle Karvinen · Anni Keisala · Nelli Laitinen · Julia Liikala · Eveliina Mäkinen · Petra Nieminen · Tanja Niskanen · Jenniina Nylund · Meeri Räisänen · Sanni Rantala · Ronja Savolainen · Sofianna Sundelin · Susanna Tapani · Noora Tulus · Minttu Tuominen · Viivi Vainikka · Sanni Vanhanen · Emilia Vesa · Ella Viitasuo         |

## Medallero
| Núm. | País           | Oro | Plata | Bronce | Total |
| ---- | -------------- | --- | ----- | ------ | ----- |
| 1    | Finlandia      | 1   | 0     | 1      | 2     |
| 2    | Canadá         | 1   | 0     | 0      | 1     |
| 3    | Estados Unidos | 0   | 1     | 0      | 1     |
| 3    | ROC            | 0   | 1     | 0      | 1     |
| 5    | Eslovaquia     | 0   | 0     | 1      | 1     |
|      | TOTAL          | 2   | 2     | 2      | 6     |